# Lutz Jacobi
Lutz Jacobi (Katlijk, 13 de diciembre de 1955) es una política neerlandesa que ocupa un escaño en el Segunda Cámara de los Estados Generales desde el 30 de noviembre de 2006 por el Partido del Trabajo.  En nombre del Parlamento es la única representante de los Países Bajos que pertenece a la Unión Interparlamentaria.